# Septabrunsiina
Septabrunsiina es un género de foraminífero bentónico de la subfamilia Septabrunsiininae, de la familia Tournayellidae, de la superfamilia Tournayelloidea, del suborden Fusulinina y del orden Fusulinida. Su especie tipo es Endothyra? krainica. Su rango cronoestratigráfico abarca el Tournaisiense (Carbonífero inferior).

## Discusión
Algunas clasificaciones más recientes incluyen Septabrunsiina en la familia Septabrunsiinidae, de la superfamilia Lituotubelloidea, del suborden Tournayellina, del orden Tournayellida, de la subclase Fusulinana y de la clase Fusulinata.

## Clasificación
Septabrunsiina incluye a las siguientes especies:
- Septabrunsiina anatolica †
- Septabrunsiina australis †
- Septabrunsiina baeleni †
- Septabrunsiina bertchogurica †
- Septabrunsiina chokieri †
- Septabrunsiina donica †
- Septabrunsiina educta †
- Septabrunsiina goweri †
- Septabrunsiina implicata †
  - Septabrunsiina implicata conspecta †
- Septabrunsiina juferevi †
- Septabrunsiina kingirica †
  - Septabrunsiina kingirica chusovevis †
- Septabrunsiina krainica †
- Septabrunsiina landeliesi †
- Septabrunsiina lexhyi †
  - Septabrunsiina lexhyi spectabilis †
  - Septabrunsiina lexhyi ultima †
- Septabrunsiina minuta †
  - Septabrunsiina minuta elegantula †
- Septabrunsiina parakrainica †
- Septabrunsiina pella †
- Septabrunsiina ramsbottomi †
  - Septabrunsiina ramsbottomi excelsa †
- Septabrunsiina robusta †
- Septabrunsiina spissusvoluta †
- Septabrunsiina tungussica †
- Septabrunsiina tynanti †
- Septabrunsiina vachardi †

En Septabrunsiina se han considerado los siguientes subgéneros:
- Septabrunsiina (Rectoseptabrunsiina), también considerado como género Rectoseptabrunsiina
- Septabrunsiina (Spinobrunsiina), aceptado como género Spinobrunsiina